# Rymningen
Rymningen, skog sydväst om Uppsala i Uppland, bekant från Gustav Vasas befrielsekrig, där han sammandrog en uppbådad Upplandsallmoge för att angripa Uppsala. Angreppet misslyckades, och Gustav Vasa var nära att tillfångatagas av ärkebiskopens folk vid Läby vad.